# NGC 3397
NGC 3397 је спирална галаксија у сазвежђу Змај која се налази на NGC листи објеката дубоког неба.
Деклинација објекта је + 76° 48' 35" а ректасцензија 10h 44m 39,0s. Привидна величина (магнитуда) објекта NGC 3397 износи 12,2 а фотографска магнитуда 13,0. Налази се на удаљености од 30,3000 милиона парсека од Сунца. NGC 3397 је још познат и под ознакама NGC 3329, UGC 5837, MCG 13-8-33, CGCG 351-34, IRAS 10405+7704, PGC 32059.